# Adenogramma
Adenogramma, biljni rod u porodici Molluginaceae, dio reda klinčićolke. Postoji dvanaest vrsta, sve endemi na jugu JAR-a.
Posljednja vrsta iz ovog roda otkrivena je 2011., to je  A. natans iz provincije Western Cape.

## Vrste
1. Adenogramma asparagoides Adamson
2. Adenogramma capillaris (Eckl. & Zeyh.) Druce
3. Adenogramma congesta Adamson
4. Adenogramma glomerata (L.f.) Druce
5. Adenogramma lichtensteiniana (Schult.) Druce
6. Adenogramma littoralis Adamson
7. Adenogramma mollugo Rchb.
8. Adenogramma natans J.C.Manning & Goldblatt
9. Adenogramma physocalyx Fenzl
10. Adenogramma rigida (Bartl.) Sond.
11. Adenogramma sylvatica (Eckl. & Zeyh.) Fenzl
12. Adenogramma teretifolia (Thunb.) Adamson